# سندرم روتور
سندرم روتور (به انگلیسی: Rotor syndrome) یک اختلال نادر مادرزادی است که موجب هایپر بیلی‌روبینمیا (افزایش بیلی‌روبین خون) می‌شود. در این بیماری، بیلی روبین کنژوگه افزایش می‌یابد.

## بیماری‌زایی
توارث این اختلال ژنتیکی اتوزومال مغلوب است. علت آن ناشناخته است ولی به نظر می‌رسد اختلال در ذخیرهٔ کبدی بیلی‌روبین باشد. ظاهر کبد و کیسه صفرا نرمال می‌باشد.

## تظاهرات بالینی
این اختلال با زردی (بیلی‌روبین کونژوگه) بدون علامت اغلب در دههٔ دوم زندگی ظاهر می‌شود. اختلال در دفع بیلی‌روبین کونژوگه می‌باشد. بیماری سیر خوش‌خیمی دارد.